# مجلس سنای ایالت نیویورک
مجلس سنای ایالت نیویورک مجلس اعلای قوه مقننه ایالت نیویورک است، در حالی که مجلس ایالت نیویورک مجلس سفلای آن است. مجلس سنا در سال ۱۷۷۷ توسط قانون اساسی نیویورک تأسیس شد، اعضای آن برای دوره‌های دو ساله بدون محدودیت انتخاب می‌شوند. در حال حاضر ۶۳ کرسی در مجلس سنا وجود دارد.

## ترکیب پارتیزانی
مجلس سنای ایالت نیویورک در بیشتر قرن بیستم تحت تسلط حزب جمهوری‌خواه بود. بین جنگ جهانی دوم و آغاز قرن بیست و یکم، حزب دمکرات تنها یک سال مجلس علیا را کنترل کرد. پس از انتخابات ۱۹۶۴، دموکرات‌ها کنترل سنا را به دست گرفتند؛ با این حال، جمهوری خواهان به سرعت اکثریت سنا را در انتخابات ویژه در اواخر همان سال به دست آوردند. در سال ۲۰۱۸، سنای ایالتی آخرین نهاد تحت کنترل جمهوری‌خواهان در دولت نیویورک بود.
در انتخابات ۲۰۱۸، دموکرات‌ها هشت کرسی سنا را به دست آوردند و کنترل مجلس را از جمهوری‌خواهان گرفتند. در انتخابات ۲۰۲۰، دموکرات‌ها در مجموع ۴۳ کرسی به دست آوردند، در حالی که جمهوری‌خواهان ۲۰ کرسی را به دست آوردند. نتایج انتخابات به دموکرات‌های سنا دو–سوم اکثریت فوق‌العاده حق وتو داد.